# Bill Bonanno
Salvatore Vincent Bonanno (New York, 5 novembre 1932 – Tucson, 1º gennaio 2008) è stato un criminale e scrittore statunitense, figlio del boss mafioso Joseph Bonanno.

## Biografia
Nel 1964 Joseph Bonanno, capo della omonima famiglia mafiosa di New York e padre di Bill, organizzò l'omicidio di quattro boss mafiosi per impadronirsi dell'intera malavita di New York e di Buffalo. In seguito al fallimento dell'operazione dovette abbandonare New York e nominò suo figlio Bill quale suo secondo nella catena di comando, con il ruolo di consigliere. La nomina non fu accettata da una parte degli affiliati alla famiglia e dalla Commissione di Cosa Nostra, che nominò come boss Gaspar DiGregorio, portando ai conflitti intestini definiti dai media "Banana's War".
Nel 1968 Bill Bonanno accettò di rinunciare alla sua posizione di consigliere e si allontanò definitivamente da New York, trasferendosi in Arizona con il padre Joseph e il resto dei familiari. In seguito Bill Bonanno ha intrapreso varie attività, legali e non, fra le quali la scrittura di alcuni libri sulla mafia americana. Tra questi, Bound by Honor e The Last Testament of Bill Bonanno, redatti in collaborazione con Gary B. Abromovitz. Il primo libro è parte integrante della sceneggiatura del film Bonanno - La storia di un padrino. Ha inoltre collaborato con lo scrittore Gay Talese alla stesura del libro Honor Thy Father (Onora il padre), una storia della famiglia criminale dei Bonanno.